# Технічний університет у Кошицях
Технічний університет у Кошицях — публічний вищий навчальний заклад університетського типу в м. Кошицях у Словаччині.

Технічний університет у Кошицях заснований 1952 року як Вища технічна школа. Нинішню назву було присвоєно університету Законом № 94/1991 Зводу законів від 13 лютого 1991 р.

## Факультети
Технічний університет у Кошицях має наступні факультети:
- Факультет гірничої справи, екології, менеджменту та геотехнологій
- Металургійний факультет
- Машинобудівний факультет
- Факультет електротехніки та інформатики
- Будівельний факультет
- Економічний факультет
- Факультет виробничих технологій (у р. Пряшів)
- Факультет мистецтв
- Факультет авіації

## Галерея
Натисніть на фотографію для її збільшення.

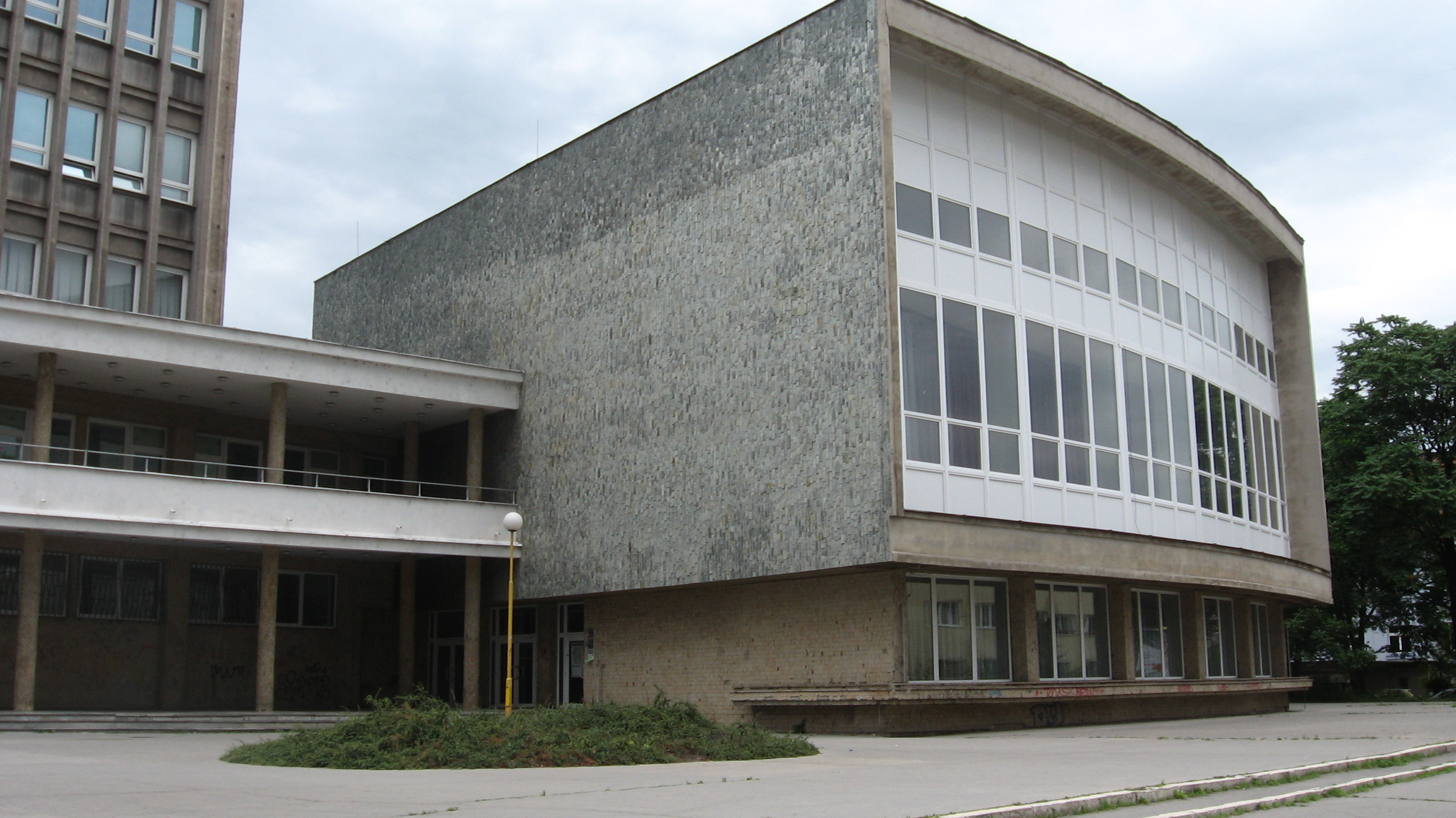
Aula Maxima - Актовий зал
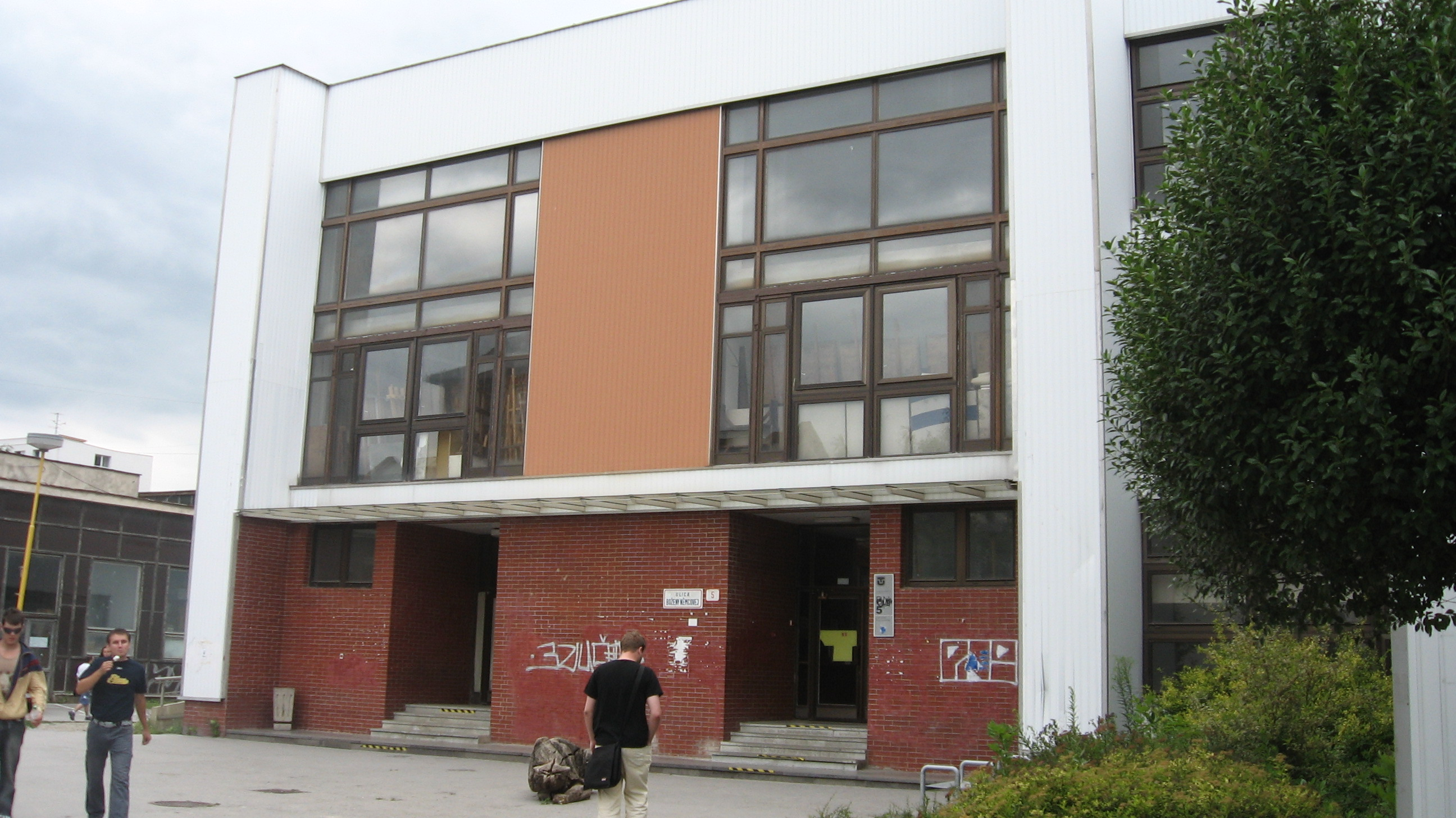
Аудиторії
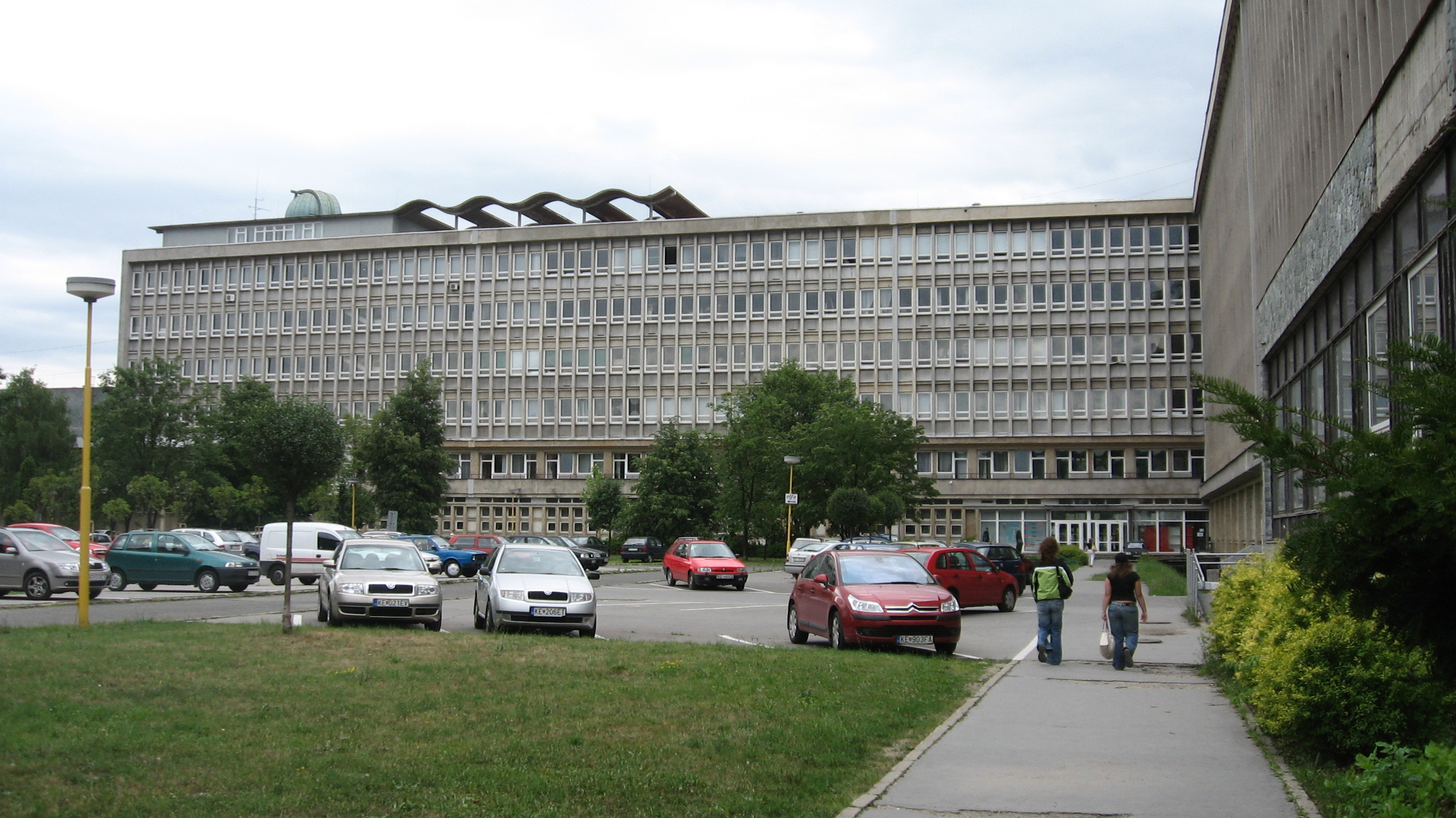
Головний корпус
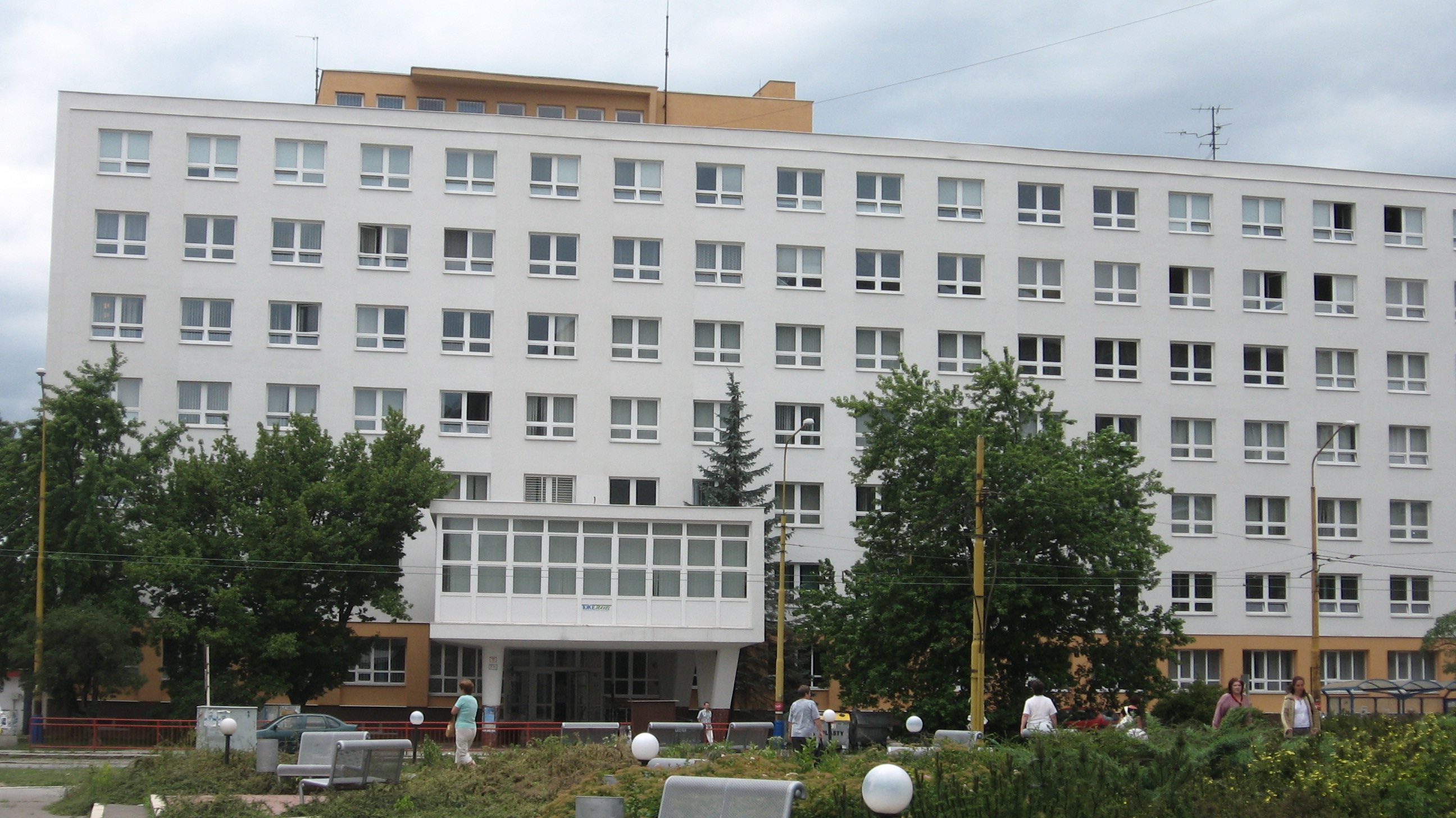
Економічний факультет